# Vela nos Jogos Olímpicos de Verão de 1948 - 6 Metre
As provas da classe 6 Metre da vela nos Jogos Olímpicos de Verão de 1948 ocorreram entre 3 e 12 de agosto daquele ano em Torbay, no condado de Devon, no Reino Unido. O programa compunha sete regatas. Para esta classe, houve 64 velejadores, em 11 barcos, de 11 nações inscritas.

## Medalhistas
O grupo dos Estados Unidos Herman Whiton, Alfred Loomis, Michael Mooney, James Smith e James Weekes finalizou a competição em primeiro lugar, conquistando a medalha de ouro. A prata firmou-se com os argentinos Enrique Conrado Sieburger, Emilio Homps, Rodolfo Rivademar, Rufino Rodríguez de la Torre, Enrique Adolfo Sieburger e Julio Sieburger. Por fim, a medalha de bronze ficou com a equipe sueca Tore Holm, Carl Robert Ameln, Martin Hindorff, Torsten Lord e Gösta Salén.
|  | USA Estados Unidos                                                  |  | ARG Argentina |  | SWE Suécia                                                           |
|  | Herman Whiton Alfred Loomis Michael Mooney James Smith James Weekes |  | Enrique Conrado Sieburger Emilio Homps Rodolfo Rivademar Rufino Rodríguez de la Torre Enrique Adolfo Sieburger Julio Sieburger |  | Tore Holm Carl Robert Ameln Martin Hindorff Torsten Lord Gösta Salén |

## Resultados
Estes foram os resultados da competição:
|                   | Nação              | Tripulação | Embarcação  | Regata I | Regata I | Regata II | Regata II | Regata III | Regata III | Regata IV | Regata IV | Regata V | Regata V | Regata VI | Regata VI | Regata VII | Regata VII | Total | Total -1 |
| Pts.              | Nação              | Tripulação | Embarcação  | Pos.     | Pts.     | Pos.      | Pts.      | Pos.       | Pts.       | Pos.      | Pts.      | Pos.     | Pts.     | Pos.      | Pts.      | Pos.       |            | Total | Total -1 |
| ----------------- | ------------------ | --- | ----------- | -------- | -------- | --------- | --------- | ---------- | ---------- | --------- | --------- | -------- | -------- | --------- | --------- | ---------- | ---------- | ----- | -------- |
| Medalha de ouro   | USA Estados Unidos | Herman Whiton Alfred Loomis Michael Mooney James Smith James Weekes                                                            | Llanoria    | 4        | 540      | 1         | 1142      | 1          | 1142       | 3         | 665       | 8        | 239      | 1         | 1142      | 2          | 841        | 5711  | 5472     |
| Medalha de prata  | ARG Argentina      | Enrique Conrado Sieburger Emilio Homps Rodolfo Rivademar Rufino Rodríguez de la Torre Enrique Adolfo Sieburger Julio Sieburger | Djinn       | 3        | 665      | 3         | 665       | 3          | 665        | 2         | 841       | 1        | 1142     | 4         | 540       | 1          | 1142       | 5660  | 5120     |
| Medalha de bronze | SWE Suécia         | Tore Holm Carl Robert Ameln Martin Hindorff Torsten Lord Gösta Salén                                                           | Ali-Baba II | 5        | 443      | 2         | 841       | 2          | 841        | 1         | 1142      | 3        | 665      | DSQ       | 0         | 11         | 101        | 4033  | 4033     |
| 4                 | NOR Noruega        | Magnus Konow Anders Evensen Lars Musæus Hakon Solem Ragnar Hargreaves                                                          | Apache      | 8        | 239      | DNS       | 0         | 9          | 188        | 5         | 443       | 2        | 841      | 2         | 841       | 3          | 665        | 3217  | 3217     |
| 5                 | GBR Grã-Bretanha   | Howden Hume Douglas Hume Brian Hardie Henry Hardie Harry Hunter                                                                | Johan       | 7        | 297      | 4         | 540       | 8          | 239        | 7         | 297       | 4        | 540      | 3         | 665       | 4          | 540        | 3118  | 2879     |
| 6                 | BEL Bélgica        | Ludovic Franck Émile Hayoit Willy Huybrechts Hendrik Van Riel Willy Van Rompaey                                                | Lalage      | 1        | 1142     | 8         | 239       | 11         | 101        | 9         | 188       | 5        | 443      | 7         | 297       | 5          | 443        | 2853  | 2752     |
| 7                 | SUI Suíça          | Henri Copponex André Firmenich Émile Lachapelle Charles Stern Marcel Stern Louis Noverraz                                      | Ylliam VII  | 2        | 841      | 6         | 364       | 7          | 297        | 4         | 540       | 9        | 188      | 6         | 364       | 10         | 142        | 2736  | 2594     |
| 8                 | ITA Itália         | Giovanni Reggio Renato Cosentino Beppe Croce Luigi Poggi Enrico Poggi Gennaro De Luca Giorgio Audizio                          | Ciocca II   | 6        | 364      | DNS       | 0         | 5          | 443        | 6         | 364       | 7        | 297      | 5         | 443       | 9          | 188        | 2099  | 2099     |
| 9                 | FIN Finlândia      | Ernst Westerlund Rote Hellström Ragnar Jansson Adolf Konto Rolf Turkka Valo Urho                                               | Raili       | 9        | 188      | 7         | 297       | 10         | 142        | 8         | 239       | 6        | 364      | 8         | 239       | 6          | 364        | 1833  | 1691     |
| 10                | DEN Dinamarca      | Troels La Cour Bruno Clausen Svend Iversen René La Cour Hans Sørensen                                                          | Morena      | 10       | 142      | 5         | 443       | 4          | 540        | 11        | 101       | 10       | 142      | 10        | 142       | 8          | 239        | 1749  | 1648     |
| 11                | FRA França         | Albert Cadot Jean Castel Claude Desouches Roger Lacarrière François Laverne                                                    | LaBandera   | 11       | 101      | 9         | 188       | 6          | 364        | 10        | 142       | 11       | 101      | 9         | 188       | 7          | 297        | 1381  | 1280     |

### Classificação diária

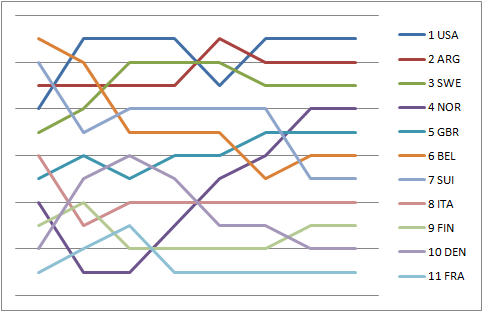
Gráfico mostrando a classificação diária na classe.